# Se vuoi un consiglio
Se vuoi un consiglio è il primo album del cantante italiano Gian Pieretti, pubblicato nel 1967.

## Tracce
Testi e musiche di Pieretti, Gianco, eccetto ove indicato.
Facciata A
1. Se vuoi un consiglio - 2:28
2. I giorni - 2:49
3. Pietre - 2:28
4. Non è il caso - 2:34
5. L'uomo senza forza	- 2:30
6. Il vento dell'est - 2:30

Facciata B
1. Strade bianche - 2:34 (Balsamo, Laurenti, Pieretti, Gianco)
2. Io sono tanto stanco - 2:50
3. La vita è come un giorno - 2:13
4. Via con il tempo - 2:50
5. July 367.008 - 2:36
6. Tutto al suo posto - 2:15

Tracce bonus ristampa CD 2010
1. Perduto amor - 2:19
2. Uno strano ragazzo - 2:37
3. Ciao (mai più la vedrò) - 3:09 (Tical, Pieretti)
4. C'era un bel sole - 2:13 (Tical, Pieretti)
5. Aiutami tu (Santa Maria) - 3:04 (Tical, Pieretti)
6. Senza te - 2:19 (Tical, Pieretti)
7. Michela - 2:38 (Tical, Pieretti)
8. Io so già - 2:42
9. Motocross - 2:48 (Gianco, Nicorelli, Pieretti)
10. Ho portato la mia vita fin qui - 4:17